# Homestown
Homestown és una població dels Estats Units a l'estat de Missouri. Segons el cens del 2000 tenia 181 habitants.

## Demografia
Segons el cens del 2000, Homestown tenia 181 habitants, 61 habitatges, i 48 famílies. La densitat de població era de 582,4 habitants per km².
Dels 61 habitatges en un 36,1% hi vivien nens de menys de 18 anys, en un 39,3% hi vivien parelles casades, en un 36,1% dones solteres, i en un 21,3% no eren unitats familiars. En el 19,7% dels habitatges hi vivien persones soles el 13,1% de les quals corresponia a persones de 65 anys o més que vivien soles. El nombre mitjà de persones vivint en cada habitatge era de 2,97 i el nombre mitjà de persones que vivien en cada família era de 3,31.
Per edats la població es repartia de la següent manera: un 35,9% tenia menys de 18 anys, un 13,8% entre 18 i 24, un 13,3% entre 25 i 44, un 25,4% de 45 a 60 i un 11,6% 65 anys o més.
L'edat mediana era de 25 anys. Per cada 100 dones de 18 o més anys hi havia 81,3 homes.
La renda mediana per habitatge era de 12.143 $ i la renda mediana per família d'11.607 $. Els homes tenien una renda mediana de 19.250 $ mentre que les dones 17.500 $. La renda per capita de la població era de 6.780 $. Entorn del 53,1% de les famílies i el 52,8% de la població estaven per davall del llindar de pobresa.

## Poblacions més properes
El següent diagrama mostra les poblacions més properes.